# 蓬沙拉戰役
蓬沙拉戰役（法語：Bataille de Pontcharra）發生於1591年9月17日，是法國宗教戰爭的一場對付外國干預者的戰鬥，由弗朗索瓦·德·博纳·德·莱迪吉埃率領的法國軍隊對抗由唐·阿梅代指揮的薩伏依軍隊和d'Olivares指揮的西班牙帝國軍隊。
儘管西班牙-薩伏依聯軍在人數上佔據優勢，但最終法軍取得了勝利。